# Benjamin West

Benjamin West, Selbstporträt

Benjamin West, PRA FRSA (* 10. Oktober 1738 in Springfield, Province of Pennsylvania; † 11. März 1820 in London) war einer der ersten international bedeutenden amerikanischen Maler.

## Leben und Werk
In seiner Heimat erhielt er seine erste Ausbildung und verdiente seinen Lebensunterhalt mit Porträtgemälden.
Mit finanzieller Unterstützung von William Smith und William Allen, der der reichste Mann Philadelphias war, reiste West 1760 nach Italien und lebte hauptsächlich in Rom. Er kopierte die Gemälde der großen Meister Tizian und Raffael. Hier lernte er Raphael Mengs, Johann Joachim Winckelmann und Gavin Hamilton kennen.
1763 siedelte er nach London über. 1768 beteiligte er sich an der Gründung der Royal Academy of Arts. 1792 starb der erste Präsident der Akademie Joshua Reynolds. Benjamin West wurde sein Nachfolger und blieb bis an sein Lebensende (1820) Präsident der Royal Academy of Arts.
West schuf klassizistische Historienbilder, die in der englischen Kunstgeschichte zu den frühesten ihrer Art zählen.
Sein Gemälde Der Tod des Generals James Wolfe in Québec (1770), ausgestellt in der Royal Academy 1771, machte ihn international berühmt. Nach einer Anekdote soll West den Präsidenten der Akademie Sir Joshua Reynolds um Ratschläge gebeten haben. Reynolds habe zu einer Darstellung in antiken Gewändern und in antiker Pose geraten, was West ablehnte: „Das Ereignis, das ich mit meinem Bild festhalten will, fand am 13. September 1759 statt, in einem Teil der Welt, der den Griechen und Römern unbekannt war, und zu einer Zeit, als es weder eine dieser Nationen noch Helden in antiken Gewändern auf dieser Erde gab... Ich wünsche das Datum, den Platz und die beteiligten Parteien bei diesem Ereignis genau wiederzugeben“. Trotz der Darstellung aus strikt zeitgenössischer Sicht blieb die Bildkomposition konventionell in der christlichen Tradition der Pietadarstellung oder der Kreuzabnahme verhaftet. Der exotische Bezug wurde durch eine Indianerdarstellung hergestellt. Der Erfolg war vielleicht gerade deshalb überwältigend. Der Strom der Besucher in der Royal Academie riss nicht ab. Ein Stich nach dem Gemälde wurde in kürzester Zeit in hoher Auflage verkauft.
König Georg III. beauftragte West, die Mitglieder der königlichen Familie zu porträtieren. So malte er z. B. die Prinzen Edward und William  sowie die älteren Kinder von William Duke of Gloucester, Bruder von König Georg III., Prinz William, mit seiner älteren Schwester, Prinzessin Sophia of Gloucester. Auch der König ließ sich zweimal von West malen.
1772 ernannte der König Georg West zum Historien-Maler des Hofes mit einem Jahresgehalt von £1000. 1791 wurde er in die American Academy of Arts and Sciences gewählt. Von 1791 bis zu seinem Tod war er Aufseher über die königlichen Gemälde.
West ist bekannt für seine großflächigen historischen Gemälde, mit ausdrucksstarken Figuren, Farben und einem Kompositions-Schema, das dem Betrachter hilft, die dargestellte Szene zu identifizieren. West nannte das „epische Repräsentation“.
Benjamin Best schuf für Johann Caspar Lavater das Gemälde Christus mit einem Kind im Himmel. Der Kontakt zu Lavater war über den in London lebenden Schweizer Prediger Johann Heinrich Sulger zustande gekommen. Trotz einer begeistern Aufnahme lieferte West nur noch einige kleinere Arbeiten oder Stiche an Lavater.
In der Hofkapelle zu Windsor sind mehrere Altarbilder von ihm. Zu den Fenstergemälden fertigte er die Kartons, welche Forest von 1792 bis 1796 ausführte. Für die Audienzzimmer des Schlosses schuf er im Auftrag König George III. sechs große Gemälde, deren Gegenstände der Geschichte des Königs Eduard III. entnommen sind, jetzt samt vielen anderen Bildern Wests in einem Saal zu Hampton Court vereinigt. Ein Altarbild in der Hospitalkirche zu Greenwich von West stellt St. Paulus auf Melite vor, wie er die Viper von sich schleudert.
Viele amerikanische Künstler studierten bei ihm in London, einschließlich Charles Willson Peale, Rembrandt Peale, Gilbert Stuart, John Trumbull, Thomas Sully und Samuel Morse.
1803 wurde West als auswärtiges Mitglied in die Académie des Beaux-Arts aufgenommen.
Benjamin West starb in seinem Haus in der Newman Street, London, am 11. März 1820. Er wurde in der St Paul’s Cathedral (painter's corner) beigesetzt.

## Hauptwerke

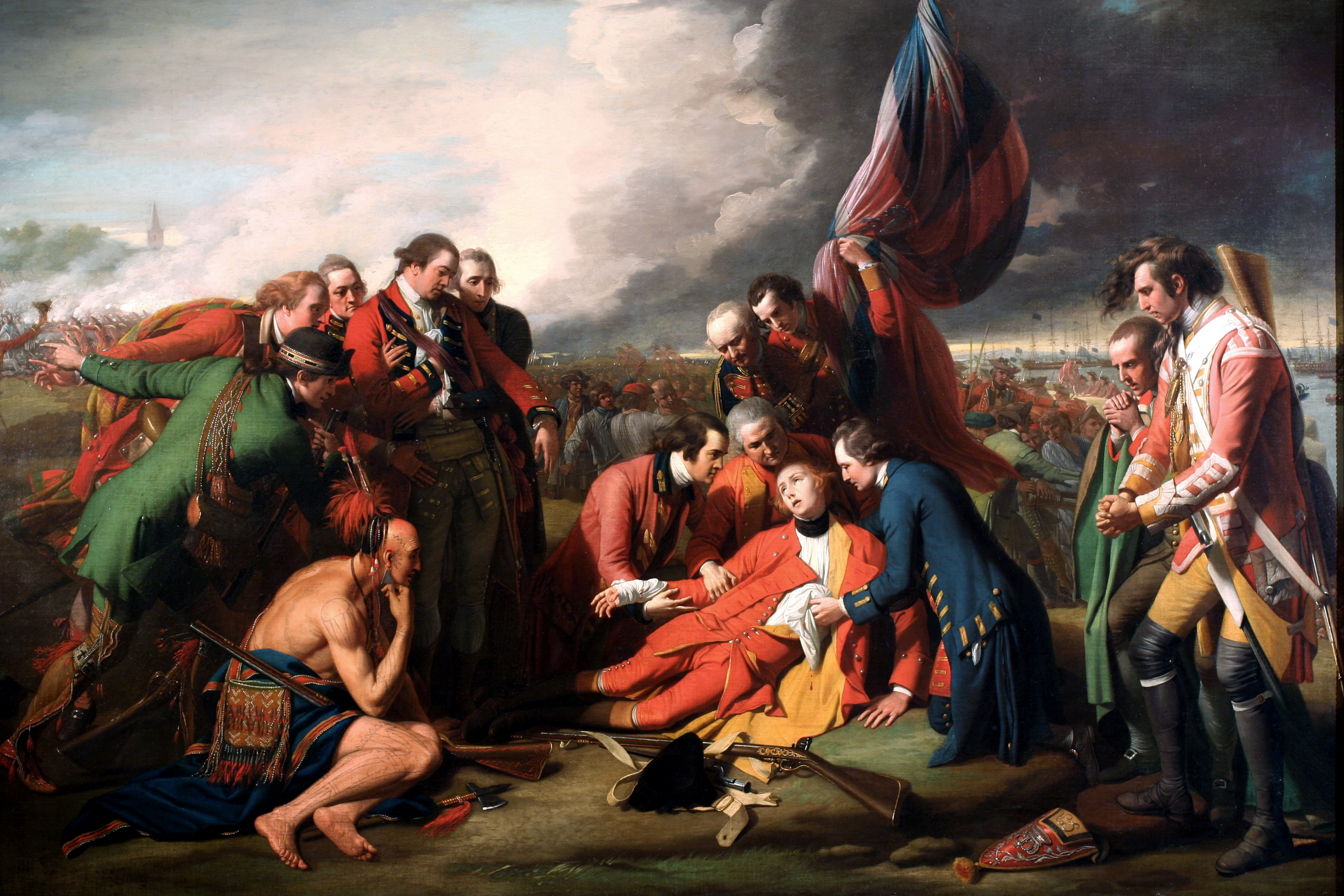
Der Tod von General Wolfe, National Gallery of Canada, Ottawa

- Non Dolet: Die Geschichte von Paetus und Arria, 1766 (Yale Center for British Art, New Haven (Connecticut))
- Der Tod des General Wolfe bei Quebec, 1771, Öl auf Leinwand, 152,6 × 214,5 cm (National Gallery of Canada, Ottawa)
- Tod auf fahlem Pferd, um 1783 oder 1802 (Philadelphia Museum of Art)

## Weitere Werke

Am Waldrand

- Joseph Banks (Lincoln, Usher Art Gallery)
- Die Bürger von Calais (Windsor, Royal Collection)
- Edward III überquert die Somme (Windsor, Royal Collection)
- Der Vertrag von Penn mit den Indianern (Philadelphia, Pennsylvania Academy of Fine Arts)
- Colonel Guy Johnson (1775–76, Leinwand, 203 × 138 cm. Washington (D. C.), National Gallery of Art, Mellon Collection)
- Selbstporträt
- Adrian Hope of Sydenham und seine Familie, 1802, Leinwand, 178 × 356 cm. Boston, Museum of Fine Arts
- Agrippina landet in Brundisium, 1766, Leinwand, 164 × 240 cm. New Haven (Connecticut), Yale University Art Gallery
- Amerikanische Unterhändler konferieren über den Friedensvertrag mit England, 1783, Leinwand, 72 × 92 cm (unvollendet). Winterthur (Delaware), Henry Francis du Pont Winterthur Museum
- Angelika und Medor, 1763–64, Leinwand, 91 × 81 cm. Andover (Massachusetts), Sammlung W. L. Eccles
- Christus wird von den Juden verleugnet, 1814, Leinwand, 508 × 660 cm. Philadelphia (Pennsylvania), Pennsylvania Academy of the Fine Arts
- Der junge Thomas Mifflin, um 1758, Leinwand, 122 × 91 cm. Philadelphia (Pennsylvania), Historical Society
- Darstellung aus der Apokalypse
- Moses, die Gesetztafeln haltend
- Der Tod des Admirals Nelson
- Christus, die Lahmen heilend, (London, Nationalgalerie)
- Das Abendmahl, (London, Nationalgalerie)
- Steinigung des heiligen Stephan, (London, Kirche des Heiligen)
- Die Schlacht von La Hougue
- The battle of the Boyne
- Alexander der Große mit seinem Arzt (Stafford Galerie)
- Agrippina mit der Asche des Germanicus (Burleigh House)
- Oliver Cromwell dissolving the Long Parliament, 1782 (Montclair Art Museum); Reproduktionsstiche von John Hall (1789) und Nicolas de Launay (vor 1792)
- Königin Philippa in der Schlacht von Neville’s Cross (1789), Royal Collection
- Orestes und Pylades, welche als Opfer vor Iphigenia gebracht werden (Tate Britain, London)[9]
- Christus vor Pilatus
- Liste der Gemälde von Benjamin West in der Tate Gallery, London.